# Аматеризам
Аматеризам је бављење неком делатношћу (нпр. уметношћу, спортом, науком, занатом) из љубави, задовољства, личне посвећености или хобија, а не првенствено ради стицања финансијске користи или као основно занимање. Особа која се бави неком активношћу на овај начин назива се аматер. Аматеризам стоји у контрасту са професионализмом, где се активност обавља као главно занимање и извор прихода.

## Етимологија
Реч "аматер" потиче од фр. amateur, што значи "љубитељ", а изворно од лат. amator, што значи "љубавник, онај који воли", од глагола amare – "волети". Ова етимологија указује на суштинску мотивацију аматера – љубав и страст према активности којом се баве.

## Дефиниција и основне карактеристике
Аматеризам карактеришу следеће особине:
- Мотивација: Примарни покретач је унутрашње задовољство, лични развој, забава, ентузијазам или посвећеност одређеној идеји или вештини, а не финансијска компензација.
- Однос према плаћању: Аматери се по правилу не плаћају за своје активности или, ако и приме неку надокнаду, она није њихов главни извор прихода и често служи само за покривање трошкова.
- Ниво вештине: Ниво вештине аматера може веома варирати – од почетника до изузетно вештих појединаца чији рад може достићи или чак превазићи ниво неких професионалаца. Појам "аматер" се стога не односи на квалитет или ниво стручности, већ на статус и мотивацију.[5]
- Слобода избора: Аматери обично имају већу слободу у избору пројеката, метода рада и уметничког израза, јер нису директно условљени захтевима тржишта или послодавца.

## Области деловања аматеризма
Аматеризам је присутан у бројним областима људског деловања:

### Аматеризам у уметности и култури
Ово је једна од најраспрострањенијих области аматерског деловања.
- Културно-уметничка друштва (КУД-ови): Окупљају аматере који негују фолклор (народне игре, песме, музику), али често имају и драмске, литерарне и ликовне секције.
- Аматерска позоришта: Позоришне трупе састављене од глумаца, редитеља и техничара аматера, које често имају значајну улогу у културном животу локалних заједница.
- Хорско певање: Бројни аматерски хорови негују различите музичке жанрове.
- Аматерски оркестри (симфонијски, камерни, дувачки, тамбурашки).
- Ликовно стваралаштво: Аматерски сликари, вајари, графичари, често окупљени у ликовним удружењима или колонијама.
- Књижевност: Аматерско писање поезије, прозе, драме; књижевни клубови.
- Филм и фотографија: Аматерски филмски и фото клубови, ствараоци.

### Аматеризам у спорту
Аматерски спорт је бављење спортом из љубави према игри, ради рекреације, здравља или такмичарског духа, без професионалног плаћања. Историјски, Олимпијске игре су биле засноване на принципу аматеризма, иако се тај концепт временом значајно променио.

### Аматеризам у науци
Појединци који се из личног интересовања баве научним истраживањем или посматрањем, без формалног научног звања или запослења у научној институцији. Примери укључују:
- Аматерска астрономија.
- Грађанска наука (Citizen Science): Укључивање грађана у научна истраживања, често у областима екологије, биологије, орнитологије.
- Аматерска археологија, историја, лингвистика.

### Хобији и други облици
Бројне друге активности могу се обављати на аматерској основи, као што су занатство, моделарство, филателија, нумизматика, радио-аматеризам, баштованство, итд.

## Значај аматеризма
Аматеризам има вишеструк значај за појединца и друштво:
- Лични развој: Омогућава стицање нових знања и вештина, развијање креативности, самоизражавање и постизање личног задовољства.
- Друштвена кохезија: Повезује људе сличних интересовања, ствара осећај припадности заједници и подстиче друштвену активност.
- Очување културног наслеђа: Аматерске организације, посебно КУД-ови, играју кључну улогу у очувању и преношењу традиционалних игара, песама, музике, обичаја и заната.[7]
- Доступност културе и спорта: Омогућава широко учешће у културним и спортским активностима, независно од професионалног статуса.
- Иновације и експериментисање: Аматери понекад могу бити склонији експериментисању и иновацијама, јер нису под притиском комерцијалног успеха.
- Подршка професионалцима: Аматери често чине значајан део публике и подршке за професионалне уметнике и спортисте.

## Аматеризам наспрам професионализма
Иако се аматеризам и професионализам често посматрају као супротности, они нису увек међусобно искључиви. Многи професионалци су започели своје каријере као аматери. Такође, у неким областима аматери и професионалци могу сарађивати или деловати паралелно. Основна разлика је у мотивацији и улози коју дата активност има у животу појединца (извор прихода и главно занимање наспрам личне страсти и хобија). Важно је нагласити да аматерски статус не имплицира нижи квалитет или мању посвећеност.